# Hypnotize (The Notorious B.I.G.)
Hypnotize è un singolo del rapper statunitense The Notorious B.I.G., estratto da Life After Death, pubblicato nel 1997 dalla Bad Boy Records e prodotto da Deric Angelettie, Ron Lawrence e Sean Combs alias Puff Daddy.
Il singolo viene passato in radio già prima della pubblicazione, ed esordisce nella Billboard Hot 100, raggiungendo la prima posizione la settimana successiva, rendendo l'artista il quinto ad aver raggiunto la testa della classifica con un singolo postumo. La canzone viene nominata ai Grammy Awards come Best Rap Solo Performance, premio poi vinto da Will Smith con Men in Black.

## Descrizione
Sometimes your words just hypnotize me»
che certe volte le tue parole mi ipnotizzano»
(Hypnotize, The Notorious B.I.G.)
P. Diddy (conosciuto all'epoca come Puff Daddy) produsse Hypnotize e campionò la base musicale da una canzone di Herb Alpert del 1979 intitolata Rise che era stata composta da Andy Armer e dal nipote di Herb, Randy "Badazz" Alpert. Randy ricordò: «Chiesi a Puffy, nel 1996, quando mi chiamò per la prima volta riguardo all'uso di Rise per Hypnotize, perché avesse scelto proprio il groove di Rise. Lui mi disse che nell'estate del 1979 quando aveva penso dieci anni, la canzone era stata un grosso successo dappertutto a New York e Rise, insieme a Good Times degli Chic, era una delle canzoni che tutti i ragazzi ballavano quell'estate. Non aveva mai dimenticato quell'estate e quella canzone. Quando suonò per la prima volta il loop a Biggie, mi disse, Biggie sorrise e lo abbracciò».
Randy aggiunse: «Nel corso degli anni mi contattarono Ice Cube, Eazy-E, Vanilla Ice, e forse altri 4–5 rapper per utilizzare la canzone e io non dissi mai si fino a quando ascoltai una versione preliminare della registrazione di Biggie prodotta da Sean "Puffy" Combs, D-Dot e Ron Lawrence. Fu Puffy a mandarmi la cassetta e quando la ascoltai non solo l'ho subito amata, ma il mio istinto ha pensato che questo poteva essere di nuovo un disco da numero uno. Il 45 giri originale di Rise aveva scalato la classifica per tutta l'estate ed era diventato il numero uno intorno alla fine di ottobre; la versione di Biggie è stata pubblicata e ha segnato la sua prima settimana al numero due ed è andata al numero uno nella seconda settimana».
Come nel ritornello, la melodia e il fraseggio sono interpolati da una sezione lirica della canzone La Di Da Di di Slick Rick, ed è anche dal testo di questo pezzo che deriva il titolo Hypnotize. Spesso erroneamente attribuito a Lil Kim, fu invece Pamela Long del gruppo Total a cantare questa parte.

## Video musicale
Il video musicale fu girato a Los Angeles in California. Diretto da Paul Hunter, il video inizia con B.I.G. e Puff Daddy a bordo di uno yacht insieme a delle ragazze in costume da bagno interrotti dall'arrivo di un gruppo di elicotteri che li insegue. L'ambientazione diventa quindi un parcheggio sotterraneo dove B.I.G. e Puff Daddy vengono sorpresi da una Hummer nera e da un gruppo di motociclisti vestiti di nero, e cercano di fuggire in auto. Si passa quindi a un party che vede la presenza di una vasca dove delle ragazze praticano mermaiding, e alla ripresa di Biggie e Puff Daddy che scappano dagli elicotteri. Inframezzate nelle varie sequenze del video, ci sono scene dei due rapper in completo bianco circondati da ballerine che danzano intorno a loro.

## Tracce
1. Hypnotize (radio mix) – 4:06
2. Hypnotize (instrumental) – 3:59
3. Hypnotize (album version) – 5:32 – [14]